# Vân trung ca
Vân Trung Ca (tiếng Trung: 云中歌), là một cuốn tiểu thuyết của nhà văn Trung Quốc Đồng Hoa được xuất bản vào năm 2007 bởi nhà xuất bản Nhà văn (作家 出版社). Cuốn tiểu thuyết này là phần tiếp theo của Đại mạc dao.

## Bài thơ đề
在对的时间，遇见对的人，是一种幸福

在对的时间，遇见错的人，是一种无奈

在错的时间，遇见对的人，是一种悲伤

在错的时间，遇见错的人，是一种折磨
| Tạm dịch Vào đúng thời điểm, gặp đúng người, là một niềm hạnh phúc Vào đúng thời điểm, gặp sai người, là một sự tuyệt vọng Vào sai thời điểm, gặp đúng người, là một nỗi buồn Vào sai thời điểm, gặp sai người, là một sự tra tấn. |

## Cốt truyện
Truyện lấy bối cảnh vào thời Tây Hán, năm Hán Chiêu Đế (Lưu Phất Lăng) 8 tuổi, tình cờ gặp cô bé Hoắc Vân Ca (con gái Hoắc Khứ Bệnh và Ngọc Cẩn trong tác phẩm Đại mạc dao), được Vân Ca cứu thoát khỏi chết khô trên sa mạc. 10 năm sau, Vân Ca trở thành thiếu nữ xinh đẹp nhưng không quên cậu bé năm xưa mà cô gọi là "Lăng ca ca". Không may cô lại nhận nhầm Lưu Bệnh Dĩ là Lưu Phất Lăng, nên vô cùng tuyệt vọng khi anh thành thân với người khác.
Nếu Vân Ca vẫn ở tại Tây Vực, có lẽ cô sẽ không gặp những đau đớn thấu lòng, nhưng Vân Ca của tuổi mười chín đã đến thành Trường An, nơi "trường trường bất an" ấy đã bắt đầu bi kịch của đời cô. Vân Ca bị cuốn vào những âm mưu tranh quyền đoạt vị chốn cung đình khi gặp lại Lăng ca ca, nay là Hán Chiêu Đế. Vân Ca thông minh linh hoạt, sau những đau thương thì đôi mắt mang đầy nét sầu bi. Lăng ca ca mà cô yêu thương nhất ra đi, những người tưởng như bằng hữu trở thành kẻ thù, người vốn là kẻ thù hóa ra là người thân.
Hết đau thương này đến đau thương khác đổ lên người Vân Ca. Đồng Hoa đã xây dựng một hệ thống nhân vật, cả chính lẫn phụ, rất xuất sắc. Các nhân vật được khắc họa rõ nét, đa chiều. Ba nhân vật nam được chú ý là Mạnh Giác, Lưu Phất Lăng và Lưu Bệnh Dĩ - Lưu Tuân. Họ là những người yêu thương Vân Ca, nhưng cũng để lại những đau đớn trong trái tim cô. Vân Trung Ca xuất sắc nhất ở quyển cuối, bi kịch của Vân Ca bị đẩy lên cao nhất, người thương yêu qua đời, hóa ra là do những người thân thiết với cô, cố ý hay vô tình, đã gây nên cái chết ấy. Cuối truyện, những kẻ phải trả giá cho tội ác của mình đã gặp báo ứng, còn Vân Ca quay về Tây Vực, cô chọn cách sống tiếp, vượt qua đau thương của quá khứ. Dù cho "đời này kiếp này, ta không thể quên được Lăng ca ca".

## Chuyển thể

### Phim truyền hình
Năm 2014, Vân Trung Ca được chuyển thể thành phim truyền hình Đại Hán Tình duyên Vân Trung Ca với biên kịch là Vu Chính và các đạo diễn là Hồ Ý Quyên, Hồ Minh Khải và Thái Tinh Thịnh.
Từ 13/09/2015, phim được phát sóng vào khung giờ kim cương của Đài Truyền hình vệ tinh Hồ Nam.
| Diễn viên                         | Vai                                   | Giới thiệu nhân vật |
| Angelababy (Dương Dĩnh) Tưởng Y Y | Hoắc Vân Ca Vân Ca (nhỏ)              | Con gái của Hoắc Khứ Bệnh và Ngọc Cẩn trong Đại mạc dao, đến từ Tây Vực.                                                     |
| Lục Nghị Phương Diêu Tử Ý         | Lưu Phất Lăng Lưu Phất Lăng (nhỏ)     | Hán Chiêu Đế, hoàng đế thứ 8 của nhà Hán.                                                                                    |
| Đỗ Thuần Cừu Mộ Viễn              | Mạnh Giác Mạnh Giác (nhỏ)             | Con nuôi của Mạnh Cửu trong Đại mạc dao.                                                                                     |
| Trần Hiểu                         | Lưu Bệnh Dĩ/Lưu Tuân                  | Cháu của Lưu Phất Lăng. Được Hoắc Quang nâng đỡ thành hoàng đế thứ 10 của nhà Hán,tức Hán Tuyên Đế.                          |
| Dương Dung Tô Ngọc Lam            | Hoắc Thành Quân Hoắc Thành Quân (nhỏ) | Con gái của Hoắc Quang. |
| Tô Thanh                          | Hứa Bình Quân                         | Nguyên phối thê tử của Lưu Bệnh Dĩ, mẹ Lưu Thích                                                                             |
| Khấu Chấn Hải                     | Hoắc Quang                            | Em trai của Hoắc Khứ Bệnh, phụ chính đại thần của Hán Chiêu Đế, cha của Hoắc Thành Quân, ông ngoại của Thượng Quan hoàng hậu |
| Bao Bối Nhĩ                       | Lưu Hạ                                | Đại công tử, Xương Ấp vương                                                                                                  |
| Lưu Quán Tường                    | Vu An                                 | Thái giám tổng quan của Lưu Phất Lăng                                                                                        |
| Mao Hiểu Đồng                     | Thượng Quan Tiểu Muội                 | Cháu ngoại của Hoắc Quang, hoàng hậu của Hán Chiêu Đế                                                                        |
| Trương Nhã Manh                   | Hiển phu nhân                         | Vợ của Hoắc Quang, mẹ Hoắc Thành Quân                                                                                        |
| Trương Tuyết Nghênh               | Mạt Trà                               | Thị nữ của Vân Ca |
| Trương Thiên Dương                | Phú Dụ                                | Tổng quản của Tiêu Phòng điện, thái giám của Vân Ca                                                                          |
| Vương Hạo Nhiên                   | Hồng y                                | Thị nữ của Lưu Hạ, em gái của Nguyệt Sinh                                                                                    |
| Trương Triết Hạn                  | Lưu Tư                                | Quảng Lăng vương Lưu Tư |
| Bạch San                          | Triệu tiệp dư                         | Câu Dặc phu nhân, mẹ Lưu Phất Lăng                                                                                           |
| Khám Thanh Tử                     | Hoắc Liên Nhi                         | Con gái của Hoắc Quang, chị của Hoắc Thành Quân, mẹ Thượng Quan Tiểu Muội                                                    |
| Vương Hoa Tử                      | Thượng Quan Kiệt                      | Phụ chính đại thần của Hán Chiêu Đế, ông nội Thượng Quan Tiểu Muội                                                           |
| Đổng Tuệ                          | Tranh Nhi                             | Thị nữ của Thượng Quan Tiểu Muội                                                                                             |
| Vương Dực Phi                     | Hổ Nhi/Lưu Thích                      | Con trai của Lưu Bệnh Dĩ và Hứa Bình Quân                                                                                    |
| Triệu Lệ Dĩnh                     | Bách Hợp                              | |
| Vương Uyển Trung                  | Tiểu Tô                               | Thị nữ của Hoắc Thành Quân                                                                                                   |
| Trần Mộc Dịch                     | Thất Hỉ                               | Thái giảm tổng quản thời Hán Tuyên Đế                                                                                        |
| Tôn Ngao                          | Nguyệt Sinh                           | Nghĩa huynh của Mạnh Giác, nghĩa đệ của Lưu Hạ, anh trai của Hồng y                                                          |
| Phó Nghệ Vĩ                       | Mạnh mẫu                              | Mẹ của Mạnh Giác |
| Chu Vinh Vinh                     | Trương thái y                         | |
| Phạm Văn Phương                   | Vô Lệ                                 | Thành chủ Vô lệ thành |
| Hồ Binh                           | Lưu Triệt                             | Hán Vũ Đế, cha của Lưu Phất Lăng                                                                                             |
| Khúc Ni Thứ Nhân                  | Công chúa A Lệ Nhã                    | Công chúa của Khương tộc |
| Dương Lung                        | Hà Tiểu Thất                          | Thái giám của Hán Tuyên Đế                                                                                                   |
| Miêu Lạc Y                        | Hứa Hương Lan                         | Nhị phu nhân của Mạnh Giác, em họ của Hứa Bình Quân                                                                          |